# مسجد المدهون
مسجد المدهون واحد من المساجد الأثرية في مدينة الطائف.

## سبب التسمية
يسمى هذا المسجد بهذا الاسم نسبةً إلى الجبل الذي يقع فيه، كما يسمى مسجد القنطرة لأنه بعد بناء قنطرة العين التي كانت تمر من أمامه، كما يسمى كذلك بمسجد قابل لأنه يقع بجوار مزرعة لآل قابل.

## موقع المسجد
يقع المسجد بأسفل الجانب الشمالي الشرقي من جبل المدهون.

## طراز المسجد

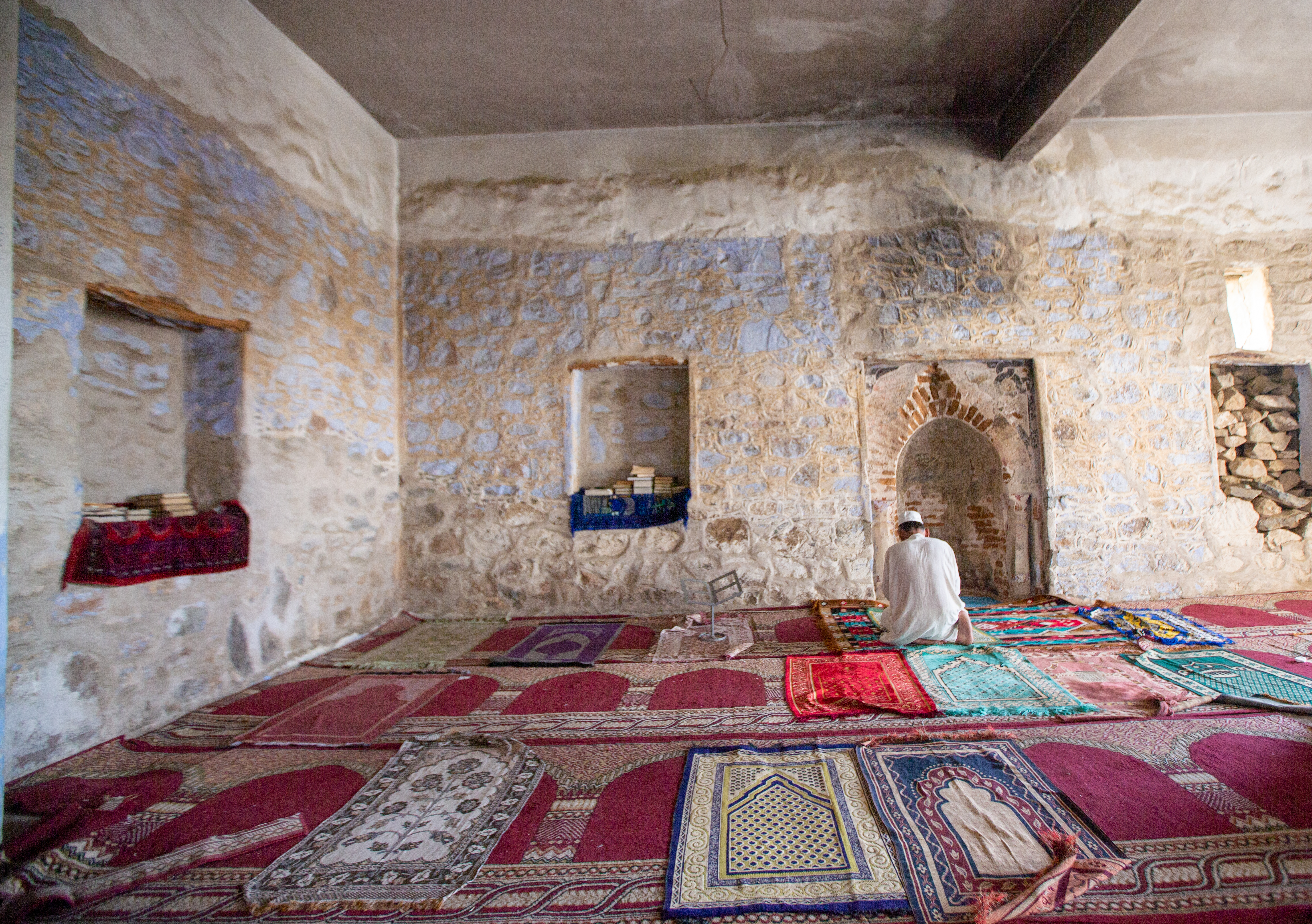
أحد المصلين داخل المسجد

- المسجد متهدم البناء لا يُستفاد منه، ويتخذ الشكل المستطيل له محراب مجوف من الخارج يبدو مستطيل الشكل وسقفه البارز عن سمت الجدار مائل للأمام على غرار مسجد الكوع بحيث تنساب مياه الأمطار على سطحه حيث أن الميزاب يقع في أعلى المحراب.
- المئذنة تتخذ الشكل الإسطواني المتدرج، وتنتهي في الأعلي برقبة أعلاها قبة بصلية الشكل.[4]
- طراز المئذنة يشبه طراز المآذن الملوية التي ظهرت في العصر العباسي في جامع سامراء وفي مصر بجامع أحمد بن طولون، وبناء هذا المسجد يرجع لأواخر العصر العثماني.[5]

## وصلات خارجية
- مسجد المدهون.. شاهد على «حقبة» من تاريخ الطائف.
- ترميم مسجدي الكوع والمدهون التاريخيين بالطائف.